# Galbina
Galbina település Romániában, Erdélyben, Hunyad megyében.

## Fekvése
Balsa mellett fekvő település.

## Története
Galbina korábban Balsa része volt. 1910-ben 366, 1956-ban 242, 1966-ban 196, 1977-ben 133, 1992-ben 52, 2002-ben 34 román lakosa volt.